# Евгений Мравински
Евгений Александрович Мравински (на руски: Евгений Александрович Мравинский) е един от най-известните руски диригенти, професор, преподавател в Ленинградската консерватория, Народен артист на СССР лауреат на Ленинска и Сталинска награда, герой на социалистическия труд.

## Фамилия
Баща му Александър Константинович Мравински е таен съветник, генерал-майор от гражданската служба, завършил Императорското училище по юриспруденция. Член на консултацията в Министерството на правосъдието, областен юрисконсулт на Военния окръжен съвет на Петербургското военно окръжие.
Майка му Елизавета Николаевна произхожда от дворянския род Филкови и има чудесен глас. Леля му по бащина линия, Евгения Мравина, е известна оперна певица, лирико-колоратурен сопран, водеща солистка на Мариинския театър. Семейството се отличава не само с музикални таланти. Чрез майка си Евгений е близък роднина на поета Игор Северянин, а полусестра на баща му е руската революционерка, политик и дипломат Александра Колонтай.
Евгений Мравински се жени три пъти. Втората му жена Инна Михайловна Серикова е музиколог и е голямата любов на живота му. През 1960-те години тя е художествен ръководител на Ленинградската областна филхармония. Бракът им трае само 7 години, тъй като след продължително боледуване, тя умира от рак на костния мозък на 41-годишна възраст. Впечатлен от нея, веднага след смъртта ѝ, техният дългогодишен семеен приятел, художникът и скулптор Гавриил Гликман изработва неин гипсов бюст и го подарява на Мравински. По-късно я изобразява и на картината си „Жена с бяла котка“.
Третата съпруга на Мравински, Александра Михайловна Вавилина (р.1928), е флейтистка и музикален педагог, добра приятелка на втората му жена. Тя е солистка на Симфоничния оркестър на Ленинградската филхармония, професор в Ленинградската консерватория, Заслужил артист на РСФСР, заслужил деец на изкуствата на РСФСР. След смъртта на Мравински, когато начело на оркестъра застава диригентът Юрий Темирканов, тя е уволнена след 27 години работа в него. Подготвя и публикува дневника на мъжа си.
На 08 февруари 1926 балерината Лидия Николаевна Халслебен му ражда дъщеря – Елена Евгениевна Халслебен. Тя се омъжва за Юрий Степанович Подлипнов и двамата се установяват в Ташкент.

## Детство
Евгений Александрович Мравински е роден на 22 май/04 юни 1903 в Санкт-Петербург, в дворянско семейство. Той е единственият син в семейството и доста късно дете и родителите му обръщат много сериозно внимание на възпитанието му. Музикалните способности на момчето се проявяват рано. Още на шестгодишна възраст той усвоява свиренето на пиано и започва да учи при известния тогава учител В. Стрем. В същото време е и редовен зрител на спектаклите на Мариинския театър. Гледа не само всички опери, в които пее леля му, но присъства и на балетни представления. Както той самият си спомня по-късно, балетът на Чайковски „Спящата красавица“, който той вижда едва 7-годишен, силно го впечатлява.
Смъртта на баща му през 1917 г. променя рязко живота на семейството. След Октомврийската революция, всички собствености на семейството са отнети и те са настанени в комунален апартамент. Майка му се опитва да намери каквато и да е работа, но никъде не я наемат. Следва продажбата на всичко, което са успели да спасят, бедност, глад и състояние на хората, които осъзнават, че са пречка за новото правителство. Въпреки това майката се бори да осигури образованието на сина си.

## Студентски години
Евгений израства в музикално семейство, но музиката не се превръща веднага в негова професия. Учи във Втора петербургска гимназия, по онова време се интересува сериозно от природни науки и дори след завършване на училище през 1920 г. постъпва в естествения факултет на Ленинградския университет. По това време Евгений вече е свързан с музикалния театър, тъй като нуждата от пари го отвежда на сцената на бившия Мариински театър, където работи като артист от миманса и като корепетитор в балетните класове на Хореографското училище. Той вече е утвърден музикант, тъй като през всичките си ученически и студентски години свири на пиано. В продължение на три години е най-близкият помощник на известната балерина и преподавателка Евгения Снеткова-Вечеслова. Под нейното ръководство той не само изучава сложната балетна техника, но и става такъв виртуозен пианист, че скоро е назначен за ръководител на музикалния отдел на училището. В театъра Евгений получава ярки впечатления от директната комуникация с такива майстори като оперните певци Фьодор Шаляпин, Иван Ершов, Йоаким Тартаков, диригентите Алберт Коутс, Емил Купър и други.
През 1923 г. кандидатства в Музикалната консерватория, но не е приет. За да не губи време, се записва в учебния клас на Ленинградската академична капела. В консерваторията е приет за студент през следващата година, във факултета по композиция, и то благодарение на леля си Александра Колонтай, която гарантира за неговата лоялност. Там започва да се обучава по хармония и инструменталистика при Михаил Чернов, полифония при Христофор Кушнарьов и музикални форми и практическа композиция при Владимир Шчербачьов. По време на следването му няколко негови творби са изпълнени в Малката зала на консерваторията. Мравински обаче вече търси изява в друга област на музиката и през 1927 г. започва да посещава класовете по диригентство на Николай Малко, а две години по-късно, след заминаването на преподавателя в чужбина – тези на А. Гаук. Заедно с него при Гаук учи и бъдещият диригент, композитор и пианист Александър Мелик-Пашаев.
Стремейки се към практическото развитие на диригентските си умения, известно време се занимава с аматьорския симфоничен оркестър на Съюза на съветските търговски служители. Първите публични изяви с него включват произведения на руски композитори и получават положителни рецензии в пресата. В същото време отговаря и за музикалната секция на хореографската школа, където дирижира балета на Александър Глазунов „Четирите сезона“. Преминава и практическо обучение в Оперното студио на консерваторията.

## Младост
В периода 1931 – 1938 г. работи в Театъра за опера и балет „Киров“ (Мариински театър) – първо като втори диригент, а година по-късно – като диригент. На 20 септември 1932 г. прави дебюта си с балета „Спящата красавица“ с участието на Галина Уланова. Тогава постига първия си голям успех, който е затвърден със следващите му изяви – дирижира балетите на Чайковски „Лебедово езеро“ и „Лешникотрошачката“, „Корсар“ и „Жизел“ на Адолф Адам, „Бахчисарайски фонтан“ и „Изгубени илюзии“ на Борис Асафиев. Следва единственото оперно произведение, което дирижира – „Мазепа“ на Чайковски.
С нарастването на славата му обаче, той все по-ясно разбира, че призванието му не е театралното, а симфонично дирижиране. Нова страница в творческия живот на Мравински отваря Първия всесъюзен конкурс на диригентите от 1938 г., където печели първа награда, побеждавайки Александър Мелик-Пашаев, Натан Рахлин, Карл Елиасберг и много други. Особено важна е срещата му с Дмитрий Шостакович, когато заедно подготвят и изпипват детайлно изпълнението на неговата Петата симфония. Нейното представяне се превръща в една от кулминациите на състезанието, овациите продължават над половин час и много хора в публиката не скриват сълзите си. Това събитие до голяма степен определя съдбата на Мравински, защото след него е назначен за главен диригент на симфоничния оркестър на Ленинградската филхармония и остава на този пост до края на дните си. Така, паралелно с работата си в театъра, той поема и оркестъра на филхармонията. С този колектив, Мравински не само изнася концерти пред различна аудитория, но техни изпълнения се излъчват и по радиото. Още от първите години на работата си в оркестъра, той става основният изпълнител на съвременна музика в страната. През 1934 г. това е първият оркестър в СССР, който получава почетното звание Заслужил ансамбъл на Руската федерация.
Мравински реализира съвсем нов вид концертна дейност – концерти-лекции. Преди началото на представлението той ярко и завладяващо разказва на публиката за произведенията, които ще се изпълняват. Тези концерти привличат огромна публика и скоро той напуска работата си в театъра и остава да работи само във филхармонията. Ръководи този екип повече от 50 години, поставяйки своеобразен рекорд. Разширява репертоара му и създава великолепни интерпретации на симфониите на Чайковски, произведения на Лудвиг ван Бетховен, Ектор Берлиоз, Рихард Вагнер, Йоханес Брамс, Антон Брукнер, Густав Малер и други композитори. Музикантите обикалят с концерти не само целия Съветски съюз, но и почти целия свят.

## Отечествена война
Спокойният живот на оркестъра е прекъснат през 1941 г., когато по заповед на правителството филхармонията е евакуирана на изток и открива следващия си сезон в Новосибирск. В онези години руската музика заема особено значимо място в диригентските програми. Заедно с Чайковски Мравински изпълнява произведения на Михаил Глинка, Александър Бородин, Александър Глазунов, Анатолий Лядов. В Новосибирск филхармонията изнася 538 симфонични концерта, в които участват 400 хиляди души.

## Зрялост
Творческата дейност на Мравински достига своя връх след завръщането на оркестъра в Ленинград през 1944 г. Той продължава работата си във филхармонията, като изнася богати и разнообразни програми, представяйки произведенията на най-добрите съветски композитори. Според музиколога Валериан Богданов-Березовски „Мравински е разработил свой собствен индивидуален стил на изпълнение, който се характеризира с тясно сливане на емоционалните и интелектуални принципи, темперамента на повествованието и балансираната логика на общия изпълнителски план, предимно в изпълнението на съветски произведения, за популяризирането на които той отделя много внимание“. След войната, под негово ръководство, Ленинградският оркестър прераства в симфоничен колектив от световна класа.
В интерпретация на Мравински за първи път прозвучават много произведения на съветски автори, включително Шеста симфония от Сергей Прокофиев, Симфония-поема от Арам Хачатурян и преди всичко изключителните творби на Дмитрий Шостакович, включени в златният фонд на руската музикална класика. Двамата са свързани с особени приятелски отношения. Шостакович му поверява първите изпълнения на неговите Пета, Шеста, Осма (посветена на Мравински), Девета и Десета симфонии и ораторията „Песен за горите“. Седма симфония не попада в този списък, тъй като по време на създаването ѝ оркестърът е евакуиран в Новосибирск. Шостакович пише, че измежду всички изпълнения на Петата симфония, тя му звучи най-близко в изпълнението на Ленинградската филхармония под диригентството на Евгений Мравински. Това произведение е изпълнявано от филхармонията, начело с Мравински, над 100 пъти. Маестрото не се плаши да я изпълнява пред публика даже през 1948 г., когато Андрей Жданов обявява музиката на Шостакович за антинародна. Същата вечер, след последните звуци на концерта, откликвайки на овациите, диригентът се покланя и вдига високо над главата си партитурата, показвайки подкрепата и уважението си към таланта на Шостакович.
Мравински дори успява да даде нов живот на някои забравени от руската публика музикални творби. Така, благодарение на него, в репертоара на оркестъра е включена музиката на Брамс и Брукнер. Преди това произведенията на тези композитори са се смятали за „скучни“ и рядко са включвани в концертните програми.
В следвоенните години Мравински получава световно признание, като един от най-добрите диригенти. През 1946 г., почти 3 десетилетия след революцията, Ленинградският симфоничен оркестър става първият, който заминава на гастроли зад граница. През 1946 и 1947 г. гостува на фестивала „Пражка пролет“, където дирижира чехословашки оркестри. През същата година гостува във Финландия и там Мравински се запознава с Ян Сибелиус. През 1955 г. е второто чуждестранно турне на оркестъра в Чехословакия. На следващата година имат турнета до ГДР, ФРГ, Швейцария и Австрия, през 1958 г. – в Полша. През 1960 г. заминават на гастроли в 7 страни от Западна Европа, където изнасят 34 концерта. Оттогава оркестърът пътува на турнета приблизително на всеки две години – в Западна или Източна Европа (8 пъти в Австрия, 6 пъти в Япония). Спектаклите на Ленинградската филхармония във Финландия (1946), Чехословакия (1955), страните от Западна Европа (1956, 1960, 1966) и САЩ (1962) преминават с триумфален успех. Те протичат с препълнени зали, продължителни овации и ентусиазирани отзиви. Всичко това е признание за първокласните качества на симфоничния оркестър на Ленинградската филхармония и неговия главен диригент Евгений Мравински. През 1954 г. диригентът е удостоен със званието народен артист на СССР, за заслуги в развитието на музикалното изкуство.

## Забрани
По времето на Леонид Брежнев, след всеки гастрол извън страната, някои от най-талантливите музиканти остават на Запад. Заради тези случаи, в апогея на световната си слава, Мравински е заплашен с уволнение. През 1970 г. той е призован в Смолни и секретарят по идеологическите въпроси му съобщава, че филхармонията вече няма нужда от него. Това се случва 2 дни преди оркестърът да замине на турне из Европа. Гастролът все пак се състои, но с нова диригент – Евгений Светланов. Официално съобщената причина е тежко заболяване на диригента. След този епизод Мравински отново се връща на работа, но предстоящото турне в Япония през 1981 г. е забранено. Преди всяко пътуване навън, на Мравински му се връчва списък с имената на музикантите с „ограничено пътуване“, т.е на такива, които не могат да напуснат страната в дадения случай. Често това е или водещата група на виолите, или тромбонистите и т.н.
През 1970 г. диригентът получава забрана за пътуване в чужбина. В същото време в Германия се провеждат чествания на 200-годишнината от раждането на Бетовен и организаторите отправят официално настояване за участието на Мравински в тях. Благодарение на тях оркестърът и неговият диригент заминават за Германия. През 1971 г., преди пътуването до Западна Европа, всичко се повтаря. На Мравински му е забранено да напусне страната, но пък жена му, която е първа флейта в оркестъра, е длъжна да замина, под заплаха от уволнение. И на двамата им е трудно, защото до този момент никога не са се разделяли.
Юбилейният концерт, посветен на стогодишнината на оркестъра, за който музикантите са се готвили старателно, също е отменен, буквално предния ден, което е продиктувано „от обстоятелства, които все още не са ясни“. Годишнината не се чества, но концертът все пак се състои и то с голям успех.

## Последни години
На 4 юни 1973 г., в деня на 70-ия си рожден ден, Мравински е удостоен със званието герой на социалистическия труд. През 2007 г. е публикуван дневникът на музиканта под заглавието „Спомени“, който той води почти 70 години – от 1918 до 1987 г.
Мравински продължава да дирижира до края на живота си. През последните години той предприема интересен експеримент – заедно с режисьора Андрей Торстенсен започва да води постоянни телевизионни предавания на своите концерти. Те откриват напълно оригинален начин да представят симфонична музика на зрителите, използвайки множество камери и зрителят вижда точно групата инструменти, която в момента е водеща.
Последното турне на Мравински в чужбина се състои през 1984 г., а последният концерт – 6 март 1987 г. в Голямата зала на Ленинградската филхармония.
Евгений Мравински умира на 9 януари 1988 г. в пълно съзнание, седнал в креслото си. Жена му Александра Михайловна го погребва в Богословското гробище, до гроба на Инна, като устоява на атаката на властите, решили всичко предварително – и ритуала за сбогуване, и престижно място за гроба му. Александра е твърда и ритуалът се извършва в Спасо-Преображенския събор. Цялото пространство около него и близките улици са пълни с хора. Получава се неорганизирано национално сбогуване и общонационално признание, което не е свързано с никакви официални почести, а само с уважение към починалия.

## Педагогическа дейност
От 1961 г. преподава в Ленинградската консерватория. Педагогическата дейност на Мравински също получава заслужено признание.

## Награди и звания[10][12]
- 1938 – Първа награда на Първия всесъюзен конкурс на диригентите
- 1939 – орден „Знак Почёта“
- 1940 – Заслужил артист на РСФСР
- 1946 – Заслужил деец на изкуствата на РСФСР
- 1946 – Сталинска награда
- 1954 – Народен артист на СССР
- 1957 – орден на Червеното знаме на труда
- 1961 – Ленинска награда
- 1967 и 1973 – Орден на Ленин
- 1973 – Герой на социалистическия труд
- 1978 – орден за Дружба с народите
- 1982 – почетен член на Виенското дружество на приятелите на музиката
- 1983 – орден „Октомврийска революция“ (1983)

Награда „Златен диск“ на фирмата „Мелодия“ за записа на 6-та симфония на Чайковски

## Признание
През ноември 2010 г. британското списание за класическа музика BBC Music Magazine прави проучване измежду водещите диригенти за определяне на 100-те най-добри диригенти на всички времена. След проведеното гласуване, на 17-то място е класиран Евгений Мравински. Преди него са такива известни диригенти като австрийците Карлос Клайбер, Херберт фон Караян и Николаус Харнонкур, американецът Ленард Бърнстейн, италианците Клаудио Абадо, Артуро Тосканини и Карло Мария Джулини, англичанинът Саймън Ратъл, германецът Вилхелм Фуртвенглер , французинът Пиер Булез и още няколко.